# Devolver Digital
A Devolver Digital Inc. é uma publicadora de jogos eletrônicos estadunidense sediada em Austin, Texas, se especializando na publicação de jogos independentes. Foi fundada em junho de 2009 por Mike Wilson, Harry Miller, Rick Stults, Nigel Lowrie e Graeme Struthers, cinco executivos que estiveram envolvidos com as empresas Gathering of Developers e Gamecock Media Group, que publicavam jogos em termos favoráveis aos desenvolvedores, mas que mais tarde foram adquiridas e dissolvidas por empresas maiores graças aos altos custos de distribuição física de jogos. Para evitar isso, a Devolver Digital apenas distribui jogos digitalmente.
A Devolver Digital começou publicando remakes em alta definição de jogos da série Serious Sam. Depois do sucesso com esses remakes e jogos spin-off baseados na série, a Devolver Digital começou a publicar jogos de outros pequenos estúdios independentes, um de seus primeiros obtendo muito sucesso, Hotline Miami. A empresa também operava a Devolver Digital Films para distribuir filmes, e é a proprietária majoritária da publicadora Good Shepherd Entertainment. Em novembro de 2021, a Devolver Digital empregava 172 funcionários, e se tornou uma empresa de capital aberto no Alternative Investment Market.

## História

### Fundação e desenvolvimento inicial (2009–2012)
A Devolver Digital foi fundada em Austin, Texas, por Harry Miller, Rick Stults e Mike Wilson. Os três tinham anteriormente participado da fundação das empresas Gathering of Developers em 1998 e Gamecock Media Group em 2007. Tanto na Gathering of Developers quanto na Gamecock, os cofundadores tinham imaginado um modelo de publicação onde a publicadora cuidaria de todos os aspectos logísticos do lançamento de um jogo, para que a desenvolvedora pudesse focar no desenvolvimento do jogo em si. Isso incluía oferecer acordos onde as desenvolvedoras podiam manter todos os direitos para seus jogos. Entretanto, na época quando essas empresas existiram, o principal canal de distribuição de jogos era o varejo, que era muito caro. Por isso, as duas empresas foram adquiridas por empresas maiores em algum momento, e extintas pouco depois. A Devolver Digital então teve como objetivo não produzir jogos em mídias físicas, focando ao invés disso seus esforços em distribuição por plataformas digitais, como a Steam.
A Devolver Digital começou com seis pessoas, incluindo os três fundadores, bem como os parceiros de fundação Nigel Lowrie e Graeme Struthers, sócios da Gamecock. A criação da empresa foi anunciada em 25 de junho de 2009. Já que a empresa não ocupava escritório algum, seu endereço postal foi o de uma loja de ração para pássaros de propriedade de Stults até 2018. Seu primeiro jogo, anunciado simultaneamente com a sua formação, foi Serious Sam HD: The First Encounter, uma recriação em alta definição do jogo de 2001 Serious Sam: The First Encounter, ambos desenvolvidos pela Croteam. Os jogos originais da série Serious Sam foram publicados pela Gathering of Developers, e a Croteam tinha continuado a trabalhar com Wilson e seus sócios na Gamecock. Já que o acordo da Croteam com a Gathering of Developers permitiu que a desenvolvedora mantivesse os direitos à série, eles puderam trabalhar com a Devolver Digital em jogos além das propriedades da Gathering of Developers. A parceria se mostrou frutífera, e a Croteam e a Devolver Digital continuaram a cooperar com a recriação em alta definição do segundo jogo de Serious Sam, Serious Sam: The Second Encounter. Para evitar trazer investidores ou arrecadar dinheiro, a Devolver Digital primeiramente evitou assinar com títulos além da série Serious Sam. A empresa então optou por trabalhar com pequenos estúdios independentes, como a dupla Vlambeer, para produzir jogos indie baseados na franquia. Entre 2011 e 2012, essa parceria produziu quatro jogos spin-off baseados em Serious Sam, conhecidos como Serious Sam Indie Series.
Depois do sucesso com a Serious Sam Indie Series, a Devolver Digital se abriu a outros estúdios independentes. A empresa assinou com alguns novos jogos, mas também teve de rejeitar muitos outros graças a uma falta de capacidades. Um dos jogos assinados foi Hotline Miami do estúdio Dennaton Games. O jogo, lançado em 2012, se tornou o primeiro grande sucesso da Devolver Digital; ele foi aclamado pela crítica, apareceu em muitas listas de "Melhores de 2012" e vendeu mais de 1.700.000 cópias até fevereiro de 2013.

### Crescimento e distribuição de filmes (2013–presente)
Em março de 2013, no SXSW Film Festival, a Devolver Digital anunciou a Devolver Digital Films, uma subsidiária para a distribuição de filmes. A parceria seria liderada por Mike Wilson ao lado de Andie Grace, que se tornara vice-presidente de aquisições. No negócio de filmes, Wilson havia anteriormente produzido o filme Austin High, enquanto Grace havia cumprido um papel e projetos de filmes criados no festival Burning Man. A Devolver Digital citou a falta de apoio para cineastas independentes em sua distribuição e suporte financeiro durante a produção como razões para a criação da empresa.
A Devolver continuou a expandir seu catálogo de publicações a partir de 2013, publicando cerca de dez jogos por ano. Eles tipicamente focam em pequenas desenvolvedoras indie e, apesar de serem muitas vezes associados a jogos "bizarros", como Genital Jousting, isso é apenas o acaso, de acordo com Wilson. Wilson encerrou seu envolvimento ativo com a Devolver Digital em 2017. Em 2020, ele vendeu grande parte de suas ações de volta à empresa e para a NetEase.
Em agosto de 2020, a Devolver Digital publicou Fall Guys, da Mediatonic. O jogo foi um sucesso comercial, gerando 150,5 milhões de dólares até o fim de 2020. Em março de 2021, a Epic Games adquiriu a Mediatonic, e com isto a Devolver vendeu todos os seus direitos de publicação de certos jogos da Mediatonic, incluindo Fall Guys. A Devolver Digital usou os lucros do jogo e da venda dos direitos de publicação para expandir, incluindo fusões e aquisições. A primeira dessas aquisições foi a Croteam em outubro de 2020. A Devolver Digital então adquiriu a publicadora Good Shepherd Entertainment, que fora anteriormente majoritariamente de propriedade de executivos da Devolver Digital, em janeiro de 2021. Na época, a empresa era composta por diversas entidades legais, que foram consolidades em uma única em fevereiro de 2021. Depois disso, a empresa comprou as desenvolvedoras Nerial (desenvolvedora da série Reigns) em abril, Firefly Studios (da série Stronghold) em junho e Dodge Roll (de Enter the Gungeon) em julho de 2021. Além disso, a empresa contratou Daniel Widdicombe como diretor financeiro em maio de 2021 e, no mesmo ano, promoveu Douglas Morin, que havia se juntado à empresa como chefe de pessoal em 2020, a diretor executivo. Depois de indicar, em meados de maio de 2021, que procurava uma oferta pública inicial, a Devolver se tornou uma empresa de capital aberto em 4 de novembro de 2021, vendendo suas ações sob o símbolo de registro DEVO no Alternative Investment Market (AIM), um submercado da Bolsa de Valores de Londres, inicialmente avaliada em 694,6 milhões de libras, ou cerca de 950 milhões de dólares. Na época, isso tornou a Devolver Digital a maior empresa estadunidense a vender suas ações na Bolsa de Valores de Londres, e a segunda maior empresa no total.

## Aparições públicas

### Fork Parker
A Devolver Digital apresenta Fork Parker, um personagem fictício, como seu diretor financeiro. O personagem apareceu pela primeira vez em um vídeo promocional para Serious Sam HD: The First Encounter em agosto de 2009. Uma conta no Twitter é operada sob o nome de Fork Parker e, em fevereiro de 2022, tinha mais de 16 mil seguidores. Ele também é creditado nas publicações no blog da Devolver Digital e em comunicados em imprensa. Fork Parker é intencionalmente representado como satírico e inapropriado. Um jogo baseado em Fork Parker, Fork Parker's Crunch Out, foi desenvolvido pela Mega Cat Studios para o Super Nintendo Entertainment System e distribuído pela Devolver Digital em fevereiro de 2019, com todos os lucros destinados à Take This, uma organização sem fins lucrativos para a saúde mental na comunidade de jogos eletrônicos.

### Big Fancy Press Conference
Em maio de 2017, a Devolver Digital anunciou que teriam uma conferência de imprensa na E3 2017. A conferência desviou das práticas comuns, sendo um vídeo satírico pré-gravado, intitulado Big Fancy Press Conference (lit. "Conferência de Imprensa Grande e Chique"), de uma suposta apresentação ao vivo apresentada pela suposta diretora de sinergia da Devolver Digital Nina Struthers, interpretada pela atriz Mahria Zook. Ela incluiu diversos anúncios falsos, como o de um método de microtransações onde o consumidor poderia atirar dinheiro na tela para comprar itens, e o conceito de "Ealiest Access" (lit. "Acesso mais antecipado"), uma paródia do acesso antecipado onde jogadores poderiam comprar jogos que nem haviam entrado na fase de produção. O vídeo foi dirigido por Don Thacker, líder da empresa de produção de filmes Imagos Softworks.
Outra Big Fancy Press Conference foi realizada na E3 2018, com Zook reprisando seu papel. A apresentação mostrou um novo item chamado de "Lootboxcoin", uma paródia de criptomoedas e loot boxes, que era uma moeda de plástico sem qualquer valor real, mas que foi disponibilizada para compra na loja digital da Devolver Digital por um preço flutuante. A apresentação explicitamente afirmou que a moeda não era uma criptomoeda, não deveria ser considerada uma moeda e avisou que nada poderia ser comprado com ela.
A Devolver Digital realizou mais uma Big Fancy Press Conference na E3 2019, revelando um vídeo "Devolver Direct" direto para o consumidor. A apresentação incluiu diversos anúncios para jogos reais, incluindo Devolver Bootleg, uma coleção de jogos parodiando outros jogos publicados pela Devolver. O jogo foi lançado na hora do anúncio, com um desconto de 1%. A música das três conferências foi composta por John Robert Matz; um álbum de compilação, intitulado Devolver Digital Cinematic Universe: Phase 1 (Original Soundtrack), foi lançado através da marca Materia Collective em junho de 2019.

## Jogos publicados
[carece de fontes?]
| Ano  | Título                                  | Desenvolvedora(s)                                                 | Plataforma(s)                                                                                       |  |
| ---- | --------------------------------------- | ----------------------------------------------------------------- | --------------------------------------------------------------------------------------------------- |  |
| 2009 | Serious Sam HD: The First Encounter     | Croteam                                                           | Windows, Xbox 360                                                                                   |  |
| 2010 | Serious Sam HD: The Second Encounter    | Croteam                                                           | Windows, Xbox 360                                                                                   |  |
| 2011 | Serious Sam Double D                    | Mommy's Best Games                                                | Windows                                                                                             |  |
| 2011 | Serious Sam: Kamikaze Attack!           | Be-Rad Entertainment                                              | Android, iOS, Windows                                                                               |  |
| 2011 | Serious Sam: The Random Encounter       | Vlambeer                                                          | Windows                                                                                             |  |
| 2011 | Serious Sam 3: BFE                      | Croteam                                                           | Linux, macOS, Windows, PlayStation 3, Xbox 360                                                      |  |
| 2012 | Serious Sam: The Greek Encounter        | Eric Ruth Games                                                   | Windows                                                                                             |  |
| 2012 | To-Fu: The Trials of Chi                | HotGen                                                            | Android, Windows                                                                                    |  |
| 2012 | Spacelings                              | HotGen                                                            | Android, Windows                                                                                    |  |
| 2012 | Hotline Miami                           | Dennaton Games                                                    | - Android, Linux, macOS, Windows, Nintendo Switch, PS3, - PlayStation 4, PlayStation Vita, Xbox One |  |
| 2012 | To-Fu 2                                 | HotGen                                                            | Windows                                                                                             |  |
| 2013 | Serious Sam Double D XXL                | Mommy's Best Games                                                | Windows, Xbox 360                                                                                   |  |
| 2013 | Duke Nukem 3D: Megaton Edition          | - 3D Realms - General Arcade                                      | Android, Linux, macOS, Windows                                                                      |  |
| 2013 | Dungeon Hearts                          | Cube Roots                                                        | iOS, Linux, macOS, Windows                                                                          |  |
| 2013 | Shadow Warrior Classic Redux            | - 3D Realms - General Arcade                                      | Android, Linux, macOS, Windows                                                                      |  |
| 2013 | Foul Play                               | Mediatonic                                                        | Linux, macOS, Windows, PS4, PS Vita, Xbox 360                                                       |  |
| 2013 | Shadow Warrior                          | Flying Wild Hog                                                   | Linux, macOS, Windows, PS4, Xbox One                                                                |  |
| 2013 | Viscera Cleanup Detail: Shadow Warrior  | RuneStorm                                                         | Windows                                                                                             |  |
| 2013 | Defense Technica                        | Kuno Interactive                                                  | macOS, Windows                                                                                      |  |
| 2014 | Cosmic DJ                               | GL33k                                                             | iOS, macOS, Windows                                                                                 |  |
| 2014 | Luftrausers                             | Vlambeer                                                          | Android, Linux, macOS, Windows, PS3, PS Vita                                                        |  |
| 2014 | Always Sometimes Monsters               | Vagabond Dog                                                      | Android, iOS, Linux, macOS, Windows, PS4                                                            |  |
| 2014 | Dungeon Hearts Blitz                    | Tangent                                                           | Android, iOS                                                                                        |  |
| 2014 | OlliOlli                                | Roll7                                                             | Android, Linux, macOS, Windows                                                                      |  |
| 2014 | Gods Will Be Watching                   | Deconstructeam                                                    | Android, iOS, Linux, macOS, Windows                                                                 |  |
| 2014 | The Expendabros                         | Free Lives                                                        | macOS, Windows                                                                                      |  |
| 2014 | Hatoful Boyfriend                       | - PigeoNation Inc. - Mediatonic                                   | Android, iOS, Linux, macOS, Windows, PS4, PS Vita                                                   |  |
| 2014 | Heavy Bullets                           | Terri Vellmann                                                    | Linux, macOS, Windows                                                                               |  |
| 2014 | Sigils of Elohim                        | Croteam                                                           | Android, iOS, Linux, macOS, Windows                                                                 |  |
| 2014 | The Talos Principle                     | Croteam                                                           | Android, iOS, Linux, macOS, Windows, Switch, PS4, Xbox One                                          |  |
| 2014 | Fork Parker's Holiday Profit Hike       | Dodge Roll                                                        | macOS, Windows                                                                                      |  |
| 2015 | Hotline Miami 2: Wrong Number           | - Dennaton Games - Abstraction Games                              | - Android, Linux, macOS, Windows, Switch, - PS3, PS4, PS Vita, Xbox One                             |  |
| 2015 | Titan Souls                             | Acid Nerve                                                        | Android, macOS, Windows, PS4, PS Vita                                                               |  |
| 2015 | Not a Hero                              | Roll7                                                             | Android, Linux, macOS, Windows, Switch, PS4                                                         |  |
| 2015 | Ronin                                   | Tomasz Wacławek                                                   | Linux, macOS, Windows, PS4, PS Vita                                                                 |  |
| 2015 | Breach & Clear: Deadline                | - Mighty Rabbit Studios - Gun Media                               | Linux, macOS, Windows                                                                               |  |
| 2015 | OlliOlli2: Welcome to Olliwood          | Roll7                                                             | Android, Linux, macOS, Windows                                                                      |  |
| 2015 | Dropsy                                  | - Tendershoot - A Jolly Corpse                                    | Android, iOS, Linux, macOS, Windows                                                                 |  |
| 2015 | A Fistful of Gun                        | FarmerGnome                                                       | Windows                                                                                             |  |
| 2015 | Broforce                                | Free lives                                                        | Linux, macOS, Windows, Switch, PS4                                                                  |  |
| 2015 | Downwell                                | Moppin                                                            | Android, iOS, Windows, Switch, PS4, PS Vita                                                         |  |
| 2015 | Pathologic Classic HD                   | - Ice-Pick Lodge - General Arcade                                 | Windows                                                                                             |  |
| 2015 | Noct (acesso antecipado)                | C3SK                                                              | Linux, macOS, Windows                                                                               |  |
| 2015 | Hatoful Boyfriend: Holiday Star         | - PigeoNation Inc. - Mediatonic                                   | Linux, macOS, Windows, PS4, PS Vita                                                                 |  |
| 2016 | #SelfieTennis                           | VRUnicorns                                                        | Windows                                                                                             |  |
| 2016 | Enter the Gungeon                       | Dodge Roll                                                        | Linux, macOS, Windows, Switch, PS4, Xbox One                                                        |  |
| 2016 | OmniBus                                 | Buddy Cops, LLC                                                   | Linux, macOS, Windows                                                                               |  |
| 2016 | Reigns                                  | Nerial                                                            | Android, iOS, Linux, macOS, Windows, Switch                                                         |  |
| 2016 | Okhlos                                  | Coffee Powered Machine                                            | Linux, macOS, Windows                                                                               |  |
| 2016 | Mother Russia Bleeds                    | Le Cartel Studio                                                  | Linux, macOS, Windows, Switch, PS4                                                                  |  |
| 2016 | Shadow Warrior 2                        | Flying Wild Hog                                                   | Windows, PS4, Xbox One                                                                              |  |
| 2017 | Stories Untold                          | No Code                                                           | macOS, Windows, Switch, PS4, Xbox One                                                               |  |
| 2017 | Sub Rosa (acesso antecipado)            | Cryptic Sea                                                       | Linux, macOS, Windows                                                                               |  |
| 2017 | Serious Sam VR: The First Encounter     | Croteam                                                           | Linux, Windows                                                                                      |  |
| 2017 | Serious Sam VR: The Second Encounter    | Croteam                                                           | Linux, Windows                                                                                      |  |
| 2017 | Golf for Workgroups (acesso antecipado) | Cryptic Sea                                                       | Linux, macOS, Windows                                                                               |  |
| 2017 | Spaceplan                               | Jake Hollands                                                     | Android, iOS, macOS, Windows                                                                        |  |
| 2017 | Strafe                                  | Pixel Titans                                                      | Linux, macOS, Windows, PS4                                                                          |  |
| 2017 | Block'hood                              | Plethora Project                                                  | Linux, macOS, Windows                                                                               |  |
| 2017 | Serious Sam's Bogus Detour              | Crackshell                                                        | Linux, Windows                                                                                      |  |
| 2017 | Absolver                                | Sloclap                                                           | Windows, PS4, Xbox One                                                                              |  |
| 2017 | Serious Sam VR: The Last Hope           | Croteam                                                           | Windows                                                                                             |  |
| 2017 | Ruiner                                  | Reikon Games                                                      | Linux, Windows, Switch, PS4, Xbox ONe                                                               |  |
| 2017 | The Talos Principle VR                  | Croteam                                                           | Linux, Windows                                                                                      |  |
| 2017 | Serious Sam 3 VR: BFE                   | Croteam                                                           | Linux, Windows                                                                                      |  |
| 2017 | High Hell                               | - Terri Vellmann - Doseone                                        | macOS, Windows                                                                                      |  |
| 2017 | Reigns: Her Majesty                     | Nerial                                                            | Android, iOS, Linux, macOS, Windows, Switch                                                         |  |
| 2018 | Genital Jousting                        | Free Lives                                                        | Windows                                                                                             |  |
| 2018 | The Red Strings Club                    | Deconstructeam                                                    | Linux, macOS, Windows, Switch                                                                       |  |
| 2018 | Crossing Souls                          | Fourattic                                                         | Linux, macOS, Windows, Switch, PS4, PS Vita                                                         |  |
| 2018 | Umiro                                   | Diceroll Studios                                                  | Android, iOS, macOS, Windows                                                                        |  |
| 2018 | Minit                                   | - Jan Willem Nijman - Kitty Calis - Jukio Kallio - Dominik Johann | Linux, macOS, Windows, Switch, PS4, Xbox One                                                        |  |
| 2018 | Block'hood VR                           | - Plethora Project - General Arcade                               | Windows                                                                                             |  |
| 2018 | The Swords of Ditto                     | Onebitbeyond                                                      | iOS, Linux, macOS, Windows, Switch, PS4                                                             |  |
| 2018 | I Hate Running Backwards                | Binx Interactive                                                  | Linux, Windows                                                                                      |  |
| 2018 | The Messenger                           | Sabotage Studio                                                   | Windows, Switch, PS4                                                                                |  |
| 2018 | Reigns: Game of Thrones                 | Nerial                                                            | Android, iOS, Linux, macOS, Windows, Switch                                                         |  |
| 2018 | Gris                                    | Nomada Studio                                                     | iOS, macOS, Windows, Switch, PS4                                                                    |  |
| 2019 | Pikuniku                                | Sectordub                                                         | Windows, Switch, Xbox One                                                                           |  |
| 2019 | Fork Parker's Crunch Out                | Mega Cat Studios                                                  | Super Nintendo Entertainment System                                                                 |  |
| 2019 | Ape Out                                 | Gabe Cuzzillo                                                     | Windows, Switch                                                                                     |  |
| 2019 | Weedcraft Inc                           | Vile Monarch                                                      | Windows                                                                                             |  |
| 2019 | Katana Zero                             | Askiisoft                                                         | macOS, Windows, Switch                                                                              |  |
| 2019 | Observation                             | No Code                                                           | Windows, PS4                                                                                        |  |
| 2019 | Gato Roboto                             | Doinksoft                                                         | Windows, Switch                                                                                     |  |
| 2019 | Devolver Bootleg                        | Doinksoft                                                         | Windows                                                                                             |  |
| 2019 | My Friend Pedro                         | DeadToast Entertainment                                           | Windows, Switch, PS4, Xbox One                                                                      |  |
| 2019 | Gorn                                    | Free Lives                                                        | Windows                                                                                             |  |
| 2019 | Metal Wolf Chaos XD                     | - FromSoftware - General Arcade                                   | Windows, PS4, Xbox One                                                                              |  |
| 2019 | Witcheye                                | Moon Kid                                                          | Android, iOS, macOS, Windows, Switch                                                                |  |
| 2019 | Heave Ho                                | Le Cartel Studio                                                  | Windows, Switch                                                                                     |  |
| 2019 | Serious Sam Classics: Revolution        | - Croteam - Alligator PIt                                         | Windows                                                                                             |  |
| 2019 | Exit the Gungeon                        | - Dodge Roll - Singlecore Games                                   | iOS, Windows, Switch, tvOS                                                                          |  |
| 2019 | Cricket Through the Ages                | Free Lives                                                        | iOS, tvOS                                                                                           |  |
| 2019 | Bleak Sword                             | More8Bit                                                          | iOS, tvOS                                                                                           |  |
| 2019 | Painty Mob                              | Flee Punk                                                         | iOS, tvOS                                                                                           |  |
| 2020 | Sludge Life                             | - Terri Vellmann - Doseone                                        | Windows, Switch                                                                                     |  |
| 2020 | Devolverland Expo                       | Flying Wild Hog                                                   | Windows                                                                                             |  |
| 2020 | Carrion                                 | Phobia Game Studio                                                | Linux, macOS, Windows, Switch, PS4, Xbox One                                                        |  |
| 2020 | Game of Thrones: Tale of Crows          | That Silly Studio                                                 | iOS, macOS, tvOS                                                                                    |  |
| 2020 | Ragnorium (acesso antecipado)           | Vitali Kirpu                                                      | Windows                                                                                             |  |
| 2020 | Serious Sam 4                           | Croteam                                                           | Windows, Stadia, PS4, Xbox One, PlayStation 5, Xbox Series X/S                                      |  |
| 2020 | Disc Room                               | - Terri Vellmann - Doseone - Kitty Calis - Jan Willem Nijman      | Windows, Switch                                                                                     |  |
| 2020 | Reigns, Beyond                          | Nerial                                                            | iOS, macOS, tvOS                                                                                    |  |
| 2020 | Enter the Gungeon: House of the Gundead | - Dodge Roll - Griffin Aerotech                                   | Fliperama                                                                                           |  |
| 2021 | Olija                                   | Skeleton Crew Studio                                              | Windows, Switch, PS4, Xbox One                                                                      |  |
| 2021 | Minit Fun Racer                         | - Jan Willem Nijman - Kitty Calis - Jukio Kallio - Dominik Johann | Windows                                                                                             |  |
| 2021 | Loop Hero                               | Four Quarters                                                     | Linux, macOS, Windows, Switch                                                                       |  |
| 2021 | Essays on Emphathy                      | Deconstructeam                                                    | Windows                                                                                             |  |
| 2021 | Phantom Abyss (acesso antecipado)       | Team WIBY                                                         | Windows                                                                                             |  |
| 2021 | Boomerang X                             | Dang!                                                             | Windows, Switch                                                                                     |  |
| 2021 | Death's Door                            | Acid Nerve                                                        | Windows, Switch, PS4, PS5, Xbox One, Xbox Series X/S                                                |  |
| 2021 | Blightbound                             | Ronimo Games                                                      | Windows, PS4, Xbox One                                                                              |  |
| 2021 | My Friend Pedro: Ripe for Revenge       | DeadToast Entertainment                                           | Android, iOS                                                                                        |  |
| 2021 | Devolver Tumble Time                    | Nopopo                                                            | Android, iOS                                                                                        |  |
| 2021 | Inscryption                             | Daniel Mullins Games                                              | Windows                                                                                             |  |
| 2022 | Weird West                              | WolfEye Studios                                                   | Windows                                                                                             |  |
| 2022 | Card Shark                              | Nerial                                                            | Windows, Switch                                                                                     |  |
| 2022 | Shadow Warrior 3                        | Flying Wild Hog                                                   | Windows, PS4, Xbox One                                                                              |  |
| 2022 | Trek to Yomi                            | Flying Wild Hog                                                   | Windows, PS4, PS5, Xbox One, Xbox Series X/S                                                        |  |
| 2022 | Wizard with a Gun                       | Galvanic Games                                                    | Windows, Switch                                                                                     |  |
| 2022 | Demon Throttle                          | Doinksoft                                                         | Switch                                                                                              |  |
| 2022 | Cult of the Lamb                        | Massive Monster                                                   | Windows                                                                                             |  |
| 2022 | Terra Nil                               | Free Lives                                                        | Windows                                                                                             |  |
| ASA  | Eitr                                    | Eneme Entertainment                                               | Linux, macOS, Windows, PS4                                                                          |  |
| ASA  | Paradise Never                          | Kitty Lambda                                                      | Linux, macOS, Windows                                                                               |  |
| ASA  | The Talos Principle 2                   | Croteam                                                           | ASA                                                                                                 |  |
| ASA  | Jogo sem título                         | Beans Team                                                        | ASA                                                                                                 |  |

### Relançamentos
| Ano do relançamento | Ano do lançamento original | Título                                          | Desenvolvedora        | Plataforma(s)         |
| ------------------- | -------------------------- | ----------------------------------------------- | --------------------- | --------------------- |
| 2010                | 2001                       | Serious Sam: The First Encounter                | Croteam               | Microsoft Windows     |
| 2010                | 2002                       | Serious Sam: The Second Encounter               | Croteam               | Windows               |
| 2012                | 2005                       | Serious Sam 2                                   | Croteam               | Windows               |
| 2013                | 1997                       | Shadow Warrior                                  | 3D Realms             | macOS, Windows        |
| 2013                | 2006                       | Marc Ecko's Getting Up: Contents Under Pressure | The Collective        | Windows               |
| 2015                | 2014                       | Breach & Clear                                  | Mighty Rabbit Studios | Linux, macOS, Windows |

### Antigos Jogos Publicados
| Jogo                         | Ano       | Desenvolvedora(s) | Plataforma(s)                                                 |
| ---------------------------- | --------- | ----------------- | ------------------------------------------------------------- |
| Fall Guys: Ultimate Knockout | 2020–2022 | Mediatonic        | Windows, PS4, PS5, Xbox One, Xbox Séries X/S, Nintendo Switch |